# Walter Luc Haas
Walter Luc Haas († 10. Januar 2001) war ein Schweizer Spielejournalist  und Pionier des Postspiels im deutschsprachigen Raum.

## Leben
Haas lebte in Basel und arbeitete als Geschichtslehrer und Journalist.
In den 1970ern und 1980ern war Haas eine wichtige Figur in der deutschsprachigen Spieleszene. Er machte sich um Postspiele verdient und trug durch seine Rolle beim Spiel des Jahres sowie durch Rezensionen von Gesellschaftsspielen zur Stärkung dieses Kulturguts bei.
In der Folgezeit verlagerte Haas seine Aktivitäten in «die neue Welt der Computer».
Haas starb am 10. Januar 2001 «nach langer, schwerer Krankheit».

## Aktivitäten und Bedeutung in der Spieleszene
In den 1970ern engagierte sich Haas im Spielefandom, organisierte Spielrunden und Treffen und bot Spiele aus Übersee für den europäischen Markt an. Er gab mehrere Fanzines heraus:
- Bumm (deutsch/englisch, ab 1974, PBM-Zine[4] zu Diplomacy und anderen Postspielen). Bumm gilt als das erste deutschsprachige PBM-Zine.[5]
- Europa (englisch, ab 1974, Wargames, CoSim, Postspiele, Rollenspiele)[6] – Europa gehörte 1974–1976 bei den Charles S. Roberts Awards zu den «Best Amateur Wargame Magazines»[7]
- Joker (deutsch, 1976–1982, ähnliches Themenspektrum wie Europa) – «die älteste deutschsprachige Spiele-Zeitschrift»[8]
- CHeesehole News (englisch, ab 1977, Spiele-News und Preisliste zu Walter Luc Haas’ Vertrieb)

Bereits 1975 vertrieb Haas für Tactical Studies Rules das 1974 erschienene Rollenspiel Dungeons & Dragons im europäischen Raum; Spieleautor Gary Gygax verfasste D&D-Artikel für das Fanzine Europa.
Das Schweizer Zine Bumm (ab 1974) und der deutsche Stabsanzeiger (ab 1977) von Hartmut Halfmeier waren zunächst die einzigen Anlaufstellen für Postspiele im deutschsprachigen Raum. Haas organisierte auch jährliche Bumm-Treffen für die Spielerschaft und trug so zur Vernetzung in der entstehenden Szene bei.
Zwar gab es schon vor dem PBM-Zine Bumm Postspiele im deutschsprachigen Raum (z. B. Kalevala/Ragnarök, 1973), aber das Engagement von Haas vernetzte, stärkte und vergrösserte die Szene nachhaltig. Die deutsche Ausgabe von Diplomacy bei Parker Brothers enthielt 1981 einen Zettel, der auf Walter Luc Haas’ Verdienste um das Postspiel hinwies und einlud, Kontakt aufzunehmen. Knut-Michael Wolf schätzt Haas’ Wirkung so hoch ein, dass er ihm zuschreibt, Postspiele in (Kontinental-)Europa eingeführt zu haben:

«PbM steht für ‹Play by Mail›, Spiele, die per Post gespielt werden. Der Schweizer Walter Luc Haas hatte diese Spielart nach Europa gebracht.»

Die Postspiel-Aktivitäten von Haas dienten Wolf als Vorbild für sein eigenes PBM-Zine Wolfs Wirtschaftsbrief (1977), aus dem 1979 Die Pöppel-Revue hervorging.
Haas gehört zu den Gründungsmitgliedern der Auszeichnung Spiel des Jahres, von 1978 bis 1982 war er Mitglied der Jury. Seit 1981 erscheint die Zeitschrift Spielbox; Haas war von Anfang an als Rezensent dabei und koordinierte jahrelang das Rezensionsteam.
In dieser Zeit übersetzte Haas auch zwei Bücher von Sid Sackson ins Deutsche (Spiele anders als andere, 1981; und Kartenspiele der Welt, 1984). Haas und Sackson standen von den 1970ern bis in die 1990er in häufigem Kontakt.
Die Gesellschaft für Historische Simulationen benannte noch zu seinen Lebzeiten einen Preis nach Haas, mit dem sie in den Jahren 2000–2009 herausragende Simulationsspiele auszeichnete.
Das Archiv von Walter Luc Haas befindet sich im Militärhistorischen Museum der Bundeswehr in Dresden. Im Rahmen der Sammlung von Sid Sackson sind verschiedene Artikel und Briefe von Walter Luc Haas im Strong National Museum of Play (Rochester, New York, USA) archiviert.